# ポール・マクシェイン
ポール・デイヴィッド・マクシェイン（Paul David McShane, 1986年1月6日 - ）は、アイルランド・ウィックロー県キルペッダー出身の元同国代表プロサッカー選手。ポジションはディフェンダー。
マンチェスター・ユナイテッドFCの下部組織で2003年にFAユースカップを獲得後、ウォルソールFCとブライトン・アンド・ホーヴ・アルビオンFCを期限付き移籍で過ごし、ウェスト・ブロムウィッチ・アルビオンFC、サンダーランドAFCを経て、2009年からハル・シティAFCに在籍した。アイルランド代表としては、2006年から出場し、UEFA EURO 2012のメンバー入りをした。
かつて、元アイルランド代表でアイルランド放送協会の評論家イーモン・ダンフィーから、セルヒオ・ラモスと比較され、自身の強化版がラモスと評された。

## 経歴

### クラブ

#### マンチェスター・ユナイテッド
ウィックロー県キルペッダーに生まれ、少年時代を母国のニュータウン・ジュニアーズ (Newtown Juniors)、グレイストーンズ・ユナイテッド (Greystones United)、セント・ジョセフス・ボーイズ (St Joseph's Boys)で過ごした後、レスター・シティFC、リーズ・ユナイテッドAFC、マンチェスター・シティFC、ウルヴァーハンプトン・ワンダラーズFC、ブラックバーン・ローヴァーズFC、マンチェスター・ユナイテッドFCといったイングランドのクラブのトライアルに参加したマクシェインは、当初、リーズ・ユナイテッドへの入団を志していたものの、最終的にマンチェスター・ユナイテッドを選択し、2002年7月に16歳で下部組織への入団を果たした。加入早々に疲労骨折によって9月下旬まで離脱していたことでプレシーズンをプレーすることなく、シーズンを迎えることになったが、U-17リヴァプールFC戦で初出場ながらもマン・オブ・ザ・マッチに選出される活躍を見せると、FAユースカップの出場メンバーにも選出され、チーム最年少のセンターバックとして、1995年以来の大会優勝に貢献し、翌シーズンにはFAユースカップに出場するチームの主将を任されると共にリザーブチームでもプレーした。
ウォルソール、ブライトン&ホーヴ・アルビオン
マンチェスター・ユナイテッド在籍時には、2004年12月からの1ヶ月をウォルソールFC、2005年8月からの5ヶ月 (最終的に1年)をブライトン・アンド・ホーヴ・アルビオンFCへ期限付き移籍に出されており、前者ではシェフィールド・ウェンズデイFC戦の得点を含む4試合1得点を記録し、後者では10月17日にライバル関係にあるクリスタル・パレスFC戦で決勝点を挙げ、シーズン終了後にオフィシャルサポータークラブとファン投票の2つのシーズン最優秀選手に選出される成功を収めた。

#### ウェスト・ブロムウィッチ・アルビオン
ブライトンでの成功にもかかわらず、マンチェスター・ユナイテッドのトップチームでの出場機会が訪れることはなく、アレックス・ファーガソン監督との話し合いの後に移籍要求書を提出し、2006年8月11日にトマシュ・クシュチャクの交換要員として同僚のGKルーク・スティールと共にウェスト・ブロムウィッチ・アルビオンへ完全移籍をした。ウェスト・ブロムウィッチ・アルビオンでは、8月24日のフットボールリーグカップでのレイトン・オリエントFC戦 (3-0)で初出場、2007年1月6日のFAカップでのリーズ・ユナイテッド戦 (3-1)で初得点を挙げ、最終的に公式戦42試合3得点記録した。

#### サンダーランド
2007年7月26日に移籍金150万ポンド (インセンティブ最大250万ポンド)でサンダーランドAFCと契約する。初出場を飾った8月11日のトッテナム・ホットスパーFC戦 (1-0)では、無失点に抑えた守備陣の中において、特に顕著な働きを見せて勝利に貢献した。

#### ハル・シティ

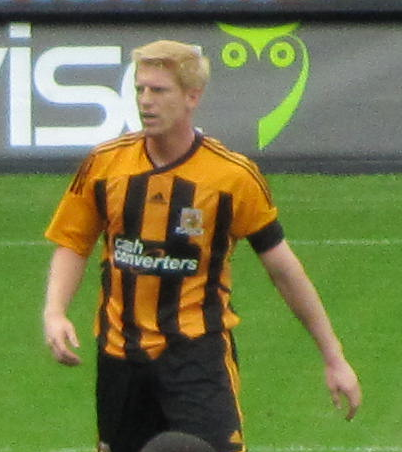
ハル・シティAFCでのマクシェイン (2011)

サンダーランドでは、元同僚のロイ・キーン監督の下で主にナイロン・ノスワーシーやダニー・ヒギンボザムとセンターバックで組みつつ、時には右サイドバックとして重宝され、主軸として活躍していたが、翌2008-09シーズンになると、アントン・ファーディナンドの入団に加え、膝の負傷の影響から苦しんでおり、2008年8月29日に昇格組のハル・シティAFCへシーズン終了までの期限付き移籍に出された。
ハル・シティでは、序盤戦から好調を維持するチームの中で右サイドバックのレギュラーとしてプレーし、12月18日のアンフィールドでのリヴァプール戦において初得点を挙げるなど、順風満帆だったが、退団した右サイドバックのパスカル・シンボンダの後釜として、2009年1月15日に保有元であるサンダーランドのリッキー・スブラジア監督に呼び戻される。しかし、フィル・バーズリーの牙城を崩せず、バーズリーの出場停止中は、タル・ベン・ハイムが任されていたように殆ど出場機会を得られず、スティーヴ・ブルース監督に交代した翌2009-10シーズンは未出場と状況は悪化いていた。
サンダーランドで居場所を喪失していたため、2009年8月30日にハル・シティと4年契約で完全移籍を果たす。フットボールリーグ・チャンピオンシップでのスタートとなった2010-11シーズンは、公式戦19試合に出場こそしたものの、定位置確保に苦戦しており、特に2011年に突入してからは1試合の出場だった影響もあり、負傷したセンターバックのスティーブン・フォスターの代役として、2月16日から2ヶ月の期限付き移籍でバーンズリーFCと契約した。バーンズリーから復帰後も依然として状況は変わらないどころか、翌2011-12シーズンはふらはぎの負傷の影響も相まって僅か2試合の出場にとどまっていると、2012年1月13日からクリスタル・パレスFCへ1ヶ月貸し出され、31日に同シーズン終了まで期限が延長となった。
2012-13シーズンは、サンダーランド時代に師事したブルース監督の下でも昨季同様に出場機会を得るのに苦戦していたが、10月のブラックプールFC戦で初先発出場して以来、ファンからも高評価を得るプレーで3バックの一角の定位置を掴んでおり、2012年12月1日の本拠地でのノッティンガム・フォレストFC戦で、加入から4年以上ぶりとなる得点にして決勝点を挙げた。公式戦出場27試合目となった2013年3月中旬のノッティンガム・フォレスト戦において足首の靭帯損傷となったことで、リハビリに4ヶ月を要すると見られており、そのことでシーズン終了後に伴い満了となる契約に何らかの影響があると見られていたものの、ブルース監督から負傷は契約交渉において何も障害とならないと保証された言葉通り、7月8日に契約が2年延長となった。なお、シーズン残りを欠場するとの大方の予想だったが、4月27日の古巣バーンズリー戦で復帰を果たすと、左サイドバックで先発を務めた最終節のカーディフ・シティFCでは、ロビー・ブレイディのコーナーキックから右足で得点を挙げるなどしてプレミアリーグ復帰に貢献した。
プレミアリーグに復帰した2013-14シーズンは、開幕から約2ヶ月控えが続いていたが、10月27日のトッテナム戦においてリーグ戦初出場を果たすと、その3日後のトッテナムとのリーグカップでは得点を挙げる活躍を見せ、次のサンダーランドとのリーグ戦 (1-0)では無失点に貢献した。なお、同試合でボールを奪取しようとした際に相手GKキーレン・ウェストウッドと衝突したプレーは、相手のグスタボ・ポジェ監督から大いに批判された。その後、サウサンプトンFC戦、クリスタル・パレス戦でも先発を務め、定位置を奪取したかに思われたが、11月23日の後者の試合においてハムストリングを負傷して数週間の離脱となると、2014年1月4日のFAカップでのミドルズブラFC戦で約1か月の離脱、2月11日のサウサンプトン戦においては、同僚のGKスティーヴ・ハーパーと衝突したことで足首の靭帯損傷によって約半年の離脱といった具合に度重なる負傷に悩まされた影響もあり、リーグ戦出場は9試合にとどまった。この後、回復を見せたマクシェインは、最終節のエヴァートンFC戦において、先発の形で復帰を果たした。翌2014-15シーズンは、8月以来出場機会が訪れず、11月のサウサンプトン戦、バーンリー戦に2試合連続出場するも、次のトッテナム戦でベンチ外となると、以降は同様の状態が続き、遂には12月20日にブルース監督からU-21での練習を指示される構想外の扱いを受けた。ブルース監督からのU-21でのプレー指示を自身がTwitter上で暴露したことで怒りを買い、2015年1月の移籍市場において退団が予想されたが、その後、ブルース監督への謝罪を経て、2月上旬のマンチェスター・シティFC戦で約3ヶ月ぶりに出場を果たした。

#### レディング
ハル退団後の2015年7月2日、3年契約でレディングFCに加入した。

#### ロッチデール
2019年10月10日、ロッチデールAFCに移籍した。

#### マンチェスター・ユナイテッド復帰
2021年7月23日、U-23チームのコーチ兼任でマンチェスター・ユナイテッドFCに復帰した。

### 代表

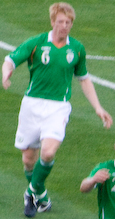
セルビア戦に出場するアイルランド代表でのマクシェイン (2008)

アイルランド代表としては、U-15代表から各年代別でプレーし、2006年9月25日にスティーヴ・ストーントン監督によってUEFA EURO 2008予選のキプロス戦とチェコ戦に向け、A代表で初招集を受けると、キプロス戦に先発したセンターバックのアンディ・オブライエンとリチャード・ダンがそれぞれ怪我と警告の累積で出場不可能となったため、10月11日のチェコ戦 (1-1)に先発してマン・オブ・ザ・マッチに選出された。
その後、就任したジョバンニ・トラパットーニ監督の下では、右サイドを主戦場としつつ、親善試合のコロンビア戦でダンとコンビを組む等、センターバックとしても起用され、2011年6月にリエージュで行われた親善試合のイタリア戦では初めて主将を任された。そして、論争となった9月18日のフランスとの2010 FIFAワールドカップ・ヨーロッパ予選プレーオフ第2戦において、負傷したジョン・オシェイと交代で途中出場したマクシェインは、ティエリ・アンリが手によってウィリアム・ギャラスの得点をアシストしたのを一番間近の背後で見ていた。UEFA EURO 2012予選で招集のみにとどまり、本大会では予備登録選手選手としての扱いだったが、ケヴィン・フォリーの負傷離脱によって登録メンバーに追加された。

## 個人成績

### クラブでの成績
出典:
| 所属クラブ                           | シーズン         | リーグ             | リーグ | リーグ | カップ | カップ | リーグカップ | リーグカップ | 国際大会 | 国際大会 | 合計  | 合計 |
| 所属クラブ                           | シーズン         | 所属リーグ         | 出場   | 得点   | 出場   | 得点   | 出場         | 得点         | 出場     | 得点     | 出場  | 得点 |
| ------------------------------------ | ---------------- | ------------------ | ------ | ------ | ------ | ------ | ------------ | ------------ | -------- | -------- | ----- | ---- |
| マンチェスター・ユナイテッド         | 2004-05          | プレミアリーグ     | 0      | 0      | 0      | 0      | 0            | 0            | 0        | 0        | 0     | 0    |
| マンチェスター・ユナイテッド         | 2005-06          | プレミアリーグ     | 0      | 0      | 0      | 0      | 0            | 0            | 0        | 0        | 0     | 0    |
| マンチェスター・ユナイテッド         | 合計             | 合計               | 0      | 0      | 0      | 0      | 0            | 0            | 0        | 0        | 0     | 0    |
| ウォルソール (loan)                  | 2004-05          | リーグ1            | 4      | 1      | 0      | 0      | 0            | 0            | -        | -        | 4     | 1    |
| ブライトン&ホーヴ・アルビオン (loan) | 2005-06          | チャンピオンシップ | 38     | 4      | 1      | 0      | 1            | 0            | -        | -        | 40    | 4    |
| ウェスト・ブロムウィッチ・アルビオン | 2006-07          | チャンピオンシップ | 32     | 2      | 4      | 1      | 3            | 0            | -        | -        | 42[a] | 3    |
| ウェスト・ブロムウィッチ・アルビオン | 合計             | 合計               | 32     | 2      | 4      | 1      | 3            | 0            | -        | -        | 42    | 3    |
| サンダーランド                       | 2007-08          | プレミアリーグ     | 21     | 0      | 1      | 0      | 0            | 0            | -        | -        | 22    | 0    |
| サンダーランド                       | 2008-09          | プレミアリーグ     | 3      | 0      | 0      | 0      | 0            | 0            | -        | -        | 3     | 0    |
| サンダーランド                       | 合計             | 合計               | 24     | 0      | 1      | 0      | 0            | 0            | -        | -        | 25    | 0    |
| ハル・シティ (loan)                  | 2008-09          | プレミアリーグ     | 17     | 1      | 2      | 0      | 0            | 0            | -        | -        | 19    | 1    |
| ハル・シティ                         | 2009-10          | プレミアリーグ     | 27     | 0      | 0      | 0      | 1            | 0            | -        | -        | 28    | 0    |
| ハル・シティ                         | 2010-11          | チャンピオンシップ | 19     | 0      | 0      | 0      | 1            | 0            | -        | -        | 20    | 0    |
| ハル・シティ                         | 2011-12          | チャンピオンシップ | 1      | 0      | 1      | 0      | 0            | 0            | -        | -        | 2     | 0    |
| ハル・シティ                         | 2012-13          | チャンピオンシップ | 25     | 2      | 3      | 0      | 1            | 0            | -        | -        | 29    | 2    |
| ハル・シティ                         | 2013-14          | プレミアリーグ     | 10     | 0      | 3      | 0      | 2            | 1            | -        | -        | 15    | 1    |
| ハル・シティ                         | 2014-15          | プレミアリーグ     | 7      | 0      | 1      | 0      | 1            | 0            | 1        | 0        | 10    | 0    |
| ハル・シティ                         | 合計             | 合計               | 106    | 3      | 10     | 0      | 6            | 1            | 1        | 0        | 123   | 4    |
| バーンズリー (loan)                  | 2010-11          | チャンピオンシップ | 10     | 1      | 0      | 0      | 0            | 0            | -        | -        | 10    | 1    |
| クリスタル・パレス (loan)            | 2011-12          | チャンピオンシップ | 11     | 0      | 0      | 0      | 1            | 0            | -        | -        | 12    | 0    |
| キャリア通算成績                     | キャリア通算成績 | キャリア通算成績   | 224    | 11     | 16     | 1      | 11           | 1            | 1        | 0        | 255   | 13   |

a. ^ 昇格プレーオフ3試合を含む

### 代表での成績
出典:
| アイルランド代表 | アイルランド代表 | アイルランド代表 |
| 年               | 出場             | 得点             |
| ---------------- | ---------------- | ---------------- |
| 2006             | 2                | 0                |
| 2007             | 7                | 0                |
| 2008             | 5                | 0                |
| 2009             | 6                | 0                |
| 2010             | 3                | 0                |
| 2011             | 3                | 1                |
| 2012             | 2                | 0                |
| 2013             | 3                | 0                |
| 2015             | 1                | 0                |
| 2016             | 1                | 0                |
| Total            | 33               | 0                |

## 獲得タイトル
クラブ
マンチェスター・ユナイテッドFC
- FAユースカップ : 2002-03

代表
アイルランド代表
- ネイションズカップ（英語版） : 2011